# Flammes (Roussel)
Pour les articles homonymes, voir Flammes.
Flammes est une mélodie pour voix et piano d'Albert Roussel composée en 1908 sur un poème de G. Jean-Aubry.

## Présentation
Composé en 1908 sur un poème non publié de G. Jean-Aubry, vraisemblablement offert par le poète à Roussel, Flammes est une mélodie écrite pour chant (soprano) et piano.
Le manuscrit autographe porte la date « Paris, 15 février 1908 ».
La partition est dédiée à Mlle Madeleine Aubry et publiée en 1910 par Rouart-Lerolle. Une version en anglais existe, due à Rosa Newmarch (en), sous le titre de Flames.

## Création
L’œuvre est créée au Havre le 14 février 1909, au Cercle de l'art moderne, lors du premier festival consacré aux œuvres de Roussel, avec la chanteuse Suzanne Balguerie et le compositeur au piano.

## Analyse
Pour le musicologue Gilles Cantagrel, c'est une « rêverie nostalgique et solitaire, très romantique, devant le feu d'octobre dans la cheminée qui ravive les souvenirs heureux de l'aimée absente ».
Dans une forme strophique, les différentes sections du poème « juxtaposent des climats sonores traités en une grande diversité de figures rythmiques, comme improvisées ». L'accompagnement au piano imite les flammes « dans des sauts dorés festifs mouchetés d'aspérités harmoniques ». Sur la fin, Cantagrel relève le postlude qui « laisse s'évanouir les flammes ».
La durée moyenne d'exécution de l’œuvre est de trois minutes environ.
Flammes porte le numéro d'opus 10 et, dans le catalogue des œuvres du compositeur établi par la musicologue Nicole Labelle, le numéro L 11.

## Discographie
- Albert Roussel : les mélodies (intégrale) — Marie Devellereau (soprano), Yann Beuron (ténor), Laurent Naouri (baryton), Billy Eidi (piano), Timpani 2C2064 (2001).
- Albert Roussel Edition (CD 8) — Colette Alliot-Lugaz (soprano), Dalton Baldwin (piano), Erato 0190295489168 (2019)[5].

### Ouvrages généraux
- Gilles Cantagrel, « Albert Roussel », dans Brigitte François-Sappey et Gilles Cantagrel (dir.), Guide de la mélodie et du lied, Paris, Fayard, coll. « Les Indispensables de la musique », 1994, 916 p. (ISBN 2-213-59210-1), p. 571-577.

### Monographies
- Françoise Andrieu, « Catalogue des œuvres », dans École normale de musique de Paris, Jean Austin (dir.), Albert Roussel, Paris, Actes Sud, 1987, 125 p. (ISBN 2-86943-102-3), p. 46–95.
- Nicole Labelle, Catalogue raisonné de l'œuvre d'Albert Roussel, Louvain-la-Neuve, Département d'archéologie et d'histoire de l'art, Collège Érasme, coll. « Publications d'histoire de l'art et d'archéologie de l'Université catholique de Louvain » (no 78), 1992, 159 p.
- Raphaëlle Legrand, « Catalogue des œuvres », dans École normale de musique de Paris, Jean Austin (dir.), Albert Roussel, Paris, Actes Sud, 1987, 125 p. (ISBN 2-86943-102-3), p. 46–95.
- Damien Top, Albert Roussel : Un marin musicien, Biarritz, Séguier, coll. « Carré Musique », 2000, 170 p. (ISBN 2-84049-194-X).
- Damien Top, Albert Roussel, Paris, Bleu nuit éditeur, coll. « Horizons » (no 53), 2016, 176 p. (ISBN 978-2-35884-062-0).